# Art et marges musée
 (juillet 2020).
- Si vous ne connaissez pas le sujet, laissez ce bandeau (vous pouvez alors contacter les auteurs).
- Si vous supprimez le contenu mis en cause (vous pouvez préalablement contacter les auteurs),

argumentez précisément cette suppression dans la page de discussion
(un manque de référence n'est pas un argument ; une recherche réelle de référence doit avoir été effectuée, être formellement documentée).
Le musée Art et marges (communément appelé Art et marges musée) est une institution culturelle bruxelloise créée en 1984 à l'initiative de la Commission communautaire française.

## Histoire
Le Art et marges musée se situe dans la lignée de l’art brut, concept développé par le peintre français Jean Dubuffet au milieu du XXe siècle[réf. souhaitée]. Le Art et marges musée ne se limite toutefois pas à la définition de Dubuffet.
Le Art et marges musée est initialement un centre de Recherche et de Diffusion[Quoi ?], nommé Art en marge, dédié aux œuvres se situant en dehors du circuit artistique « habituel »[Quoi ?]. Il découle de la constitution d’une collection dès le milieu des années 1980 auprès d’artistes autodidactes ou d’ateliers créatifs de personnes issues d’institutions psychiatriques. Peu à peu, l’association se rattache au terme « art outsider » (au départ traduction anglaise d’«art brut », mais qui au fil du temps englobe plus librement les expressions artistiques en dehors des sentiers fréquentés de l’art). Art en marge dispose à partir de 1986 d’un lieu d’exposition et fonctionne comme une galerie à but non lucratif[réf. souhaitée].
À la suite de l’agrandissement de la collection, Art en marge devient le Art et marges musée et est inauguré en 2009.
Devenu institution muséale en 2009 à Bruxelles[réf. souhaitée], le Art et marges musée présente des artistes de l’ombre appelés «outsiders » : personnes psychologiquement fragilisées ou handicapées mentales ou artistes sans formation artistique préalable créant isolément ou dans des ateliers. Le musée découle du Centre de recherche et de diffusion « Art en marge », créé en 1984 et présente des expositions temporaires et une partie de sa collection permanente.

## Expositions
Situé à Bruxelles, dans le quartier des Marolles, le Art et marges musée dispose de plus de 4000 œuvres, qu’il expose selon une approche thématique.
- Le fabuleux destin des Bourbonnais, du 10 février au 27 mai 2012 avec La Fabuloserie.
- Démons & Merveilles, avec Josep Baqué, du 7 février au 1er juin 2014.
- American Folk Art avec Inez Nathaniel Walker.
- Le fabuleux destin des Bourbonnais, du 10/02/2012 au 27/05/2012, avec La Fabuloserie.
- Du nombril au cosmos, du 25/09/2015 au 24/01/2016, autour de la collection abcd / Bruno Decharme.
- Atomik Bazar, du 05/02/2016 au 12/06/2016, monographie de François Burland.
- Expo Eté#2, du 24/06/2016 au 18/09/2016, le choix des visiteurs.
- Sauver le monde ?, du 30/09/2016 au 29/01/2017, en collaboration avec Atelier Goldstein, Collection ABCD/Bruno Decharme, La galerie Christian Berst Art Brut, La Fabuloserie, La S Grand Atelier, The Museum of Everything, Museum Dr. Guislain.
- Gustav Mesmer, L'Icare de Lautertal, du 10/02/2017 au 11/06/2017.
- Seuls&Accompagnés, œuvres réunies par Gérard Preszow, du 23/06/2017 au 17/09/2017
- Knock Outsider Komiks, du 29/09/2017 au  28/01/2018, en collaboration avec La S Grand Atelier et le Frémok.
- Guy Brunet, réalisateur - Josselin Pietri, karatéka, du 09/02/2018 au 10/06/2018.
- Collection été #3, du 22/06/2018 au 16/09/2018
- Jean-Pierre Rostenne, Tout va bien sauf ce qui ne va pas, du 05/10/2018 au 10/02/2019
- Les femmes dans l’Art Brut, du 05/10/2018 au 10/02/2019, collection Hannah Rieger
- Rencontres intergalactiques, du 22/02/2019 au 09/06/2019, avec André Robillard et Serge Delaunay
- Lisières, du 20.06.2019 au 22.09.2019, par Caroline Lamarche
- L’Amérique n’existe pas ! (je le sais j’y suis déjà allé) du 04.10.2019 au 02.02.2020, commissariat par Mathieu Morin
- Le Cœur au ventre, du 13.02.2020 au 11.10.2020, d'après la collection de M. et L. Oster[4]